# Stolziet

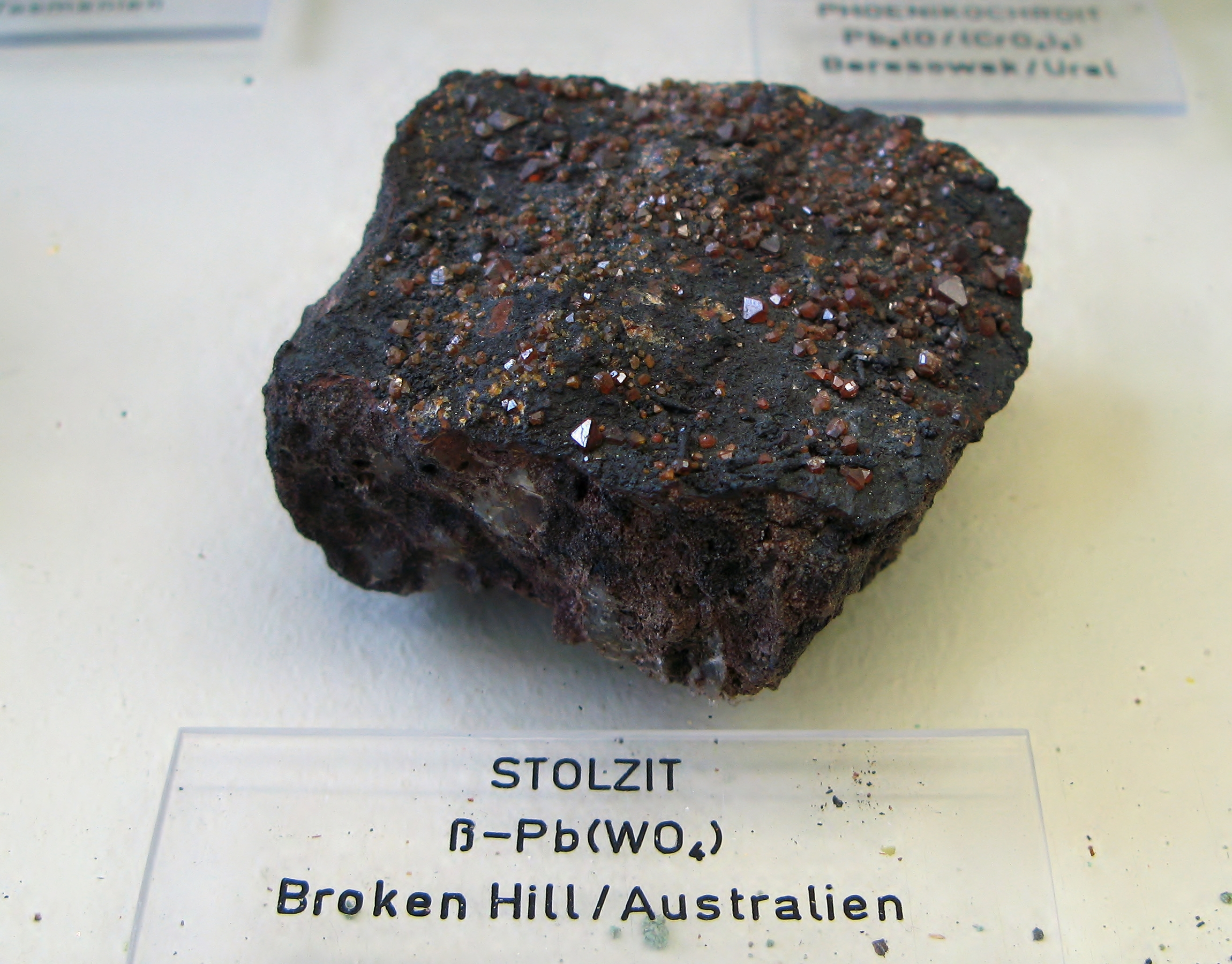
Stolziet uit Broken Hill, Australië

Stolziet is een mineraal met de chemische formule PbWO4 (loodwolframaat). Het werd in 1845 ontdekt en vernoemd naar de Tsjech Joseph Alexi Stolz. Stolziet vormt tetragonale kristallen.
Stolziet vormt een vaste mengreeks met wulfeniet en komt daarmee samen vaak voor. In wulfeniet is de wolfraam vervangen door molybdeen.